# Toshi

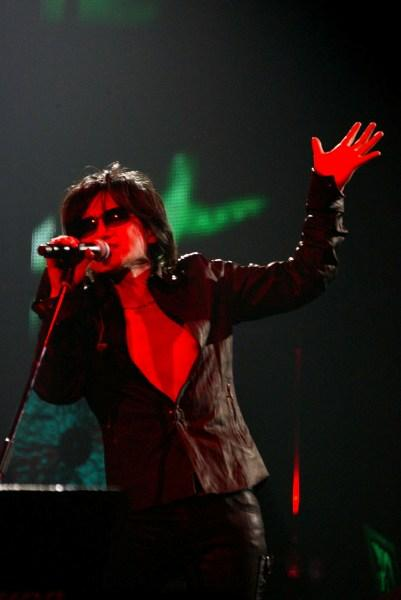

Toshimitsu Deyama (出山利三, Deyama Toshimitsu ; Tateyama ,10 oktober 1965), beter bekend als "Toshi", een van de grondleggers en leadzanger van de Japanse Band X Japan. Toen deze in 1997 uit elkaar ging, ging hij zich toeleggen op akoestische gitaarmuziek. Momenteel reist hij door Japan en andere landen om op te treden voor kleine publieken. Anno 2008 is X Japan weer bij elkaar en zorgt Toshi wederom voor de zang.